# فرامرزان
فرامرزان (بالفارسية: دهستان فرامرزان) هي منطقة ريفية في ناحية جناح بمقاطعة بستك في محافظة هرمزغان في إيران. في تعداد عام 2006، كان عدد سكانها 10,720 نسمة من أصل 2,105 عائلة. وفرامرزان بها 10 قرى.